# Casanova Lonati
Casanova Lonati (Casanöva in dialetto oltrepadano) è un comune italiano di 459 abitanti della provincia di Pavia in Lombardia. Si trova nella pianura dell'Oltrepò Pavese, alla destra del torrente Scuropasso a pochi chilometri dalla confluenza nel Po. Ha una superficie di 4,58 km², un'altezza sul livello del mare di 64 m e dista circa 18 km dal capoluogo.

## Storia
Casanova Lonati appare per la prima volta nel 1250, nell'elenco delle terre del dominio pavese. Era signoria di una famiglia Lonati da cui prese il nome. Apparteneva alla squadra e poi al feudo di Broni, di cui seguì sempre le sorti, nei passaggi dai Beccaria agli Arrigoni di Milano (1536), cui restò fino alla fine del feudalesimo (1797).

### Simboli

Gonfalone comunale

Lo stemma e il gonfalone sono stati concessi con decreto del presidente della Repubblica del 15 giugno 1995.
Lo stemma riprende elementi dai blasoni della famiglia Lonati (di rosso, a tre crescenti d'argento; col capo d'oro, all'aquila di nero) e degli Arrigoni (il bandato di rosso e d'argento e l'aquila di nero coronata in campo d'oro).
Il gonfalone è un drappo di giallo bordato di rosso.

## Società

### Evoluzione demografica
Abitanti censiti